# Cap-Verdiens de Guinée-Bissau
 (août 2024).
Si vous disposez d'ouvrages ou d'articles de référence ou si vous connaissez des sites web de qualité traitant du thème abordé ici, merci de compléter l'article en donnant les références utiles à sa vérifiabilité et en les liant à la section « Notes et références ».
Les Cap-Verdiens de Guinée-Bissau sont les résidents bissau-guinéens dont l'ascendance est originaire du Cap-Vert.
En 2007, l'institut des communautés (Instituto das Comunidades) estimait qu'il y avait 2 000 personnes d'origine capverdienne vivant en Guinée Bissau. La majorité vivaient dans la capitale de Bissau et pouvaient retracer leurs racines capverdiennes jusqu'à l'île de Santiago.

## Cap-Verdiens de Guinée-Bissau notables
Les plus reconnus en Guinée-Bissau d'origine capverdienne comprennent :
- Amílcar Cabral a dirigé le mouvement pour l'indépendance de la Guinée Bissau et du Cap-Vert avec le parti PAIGC.
- Luís Cabral, premier président de la Guinée-Bissau.
- Honório Barreto, premier gouverneur africain de Guinée-Bissau, à l'époque connu sous le nom de Guinée Portuguesa.
- Carlos Lopes, assistant du sous-secrétaire général et directeur des affaires politiques dans son bureau exécutif.